# Recoules-Prévinquières
 Recoules-Prévinquières  là một xã ở tỉnh Aveyron, thuộc vùng Occitanie ở miền nam nước Pháp.